# تيرنافوس
تيرنافوس: (باليونانية: Τίρναβος)‏(بالإنجليزية: Tyrnavos)‏، بلدة يونانية ومركز لبلدية تقع في وسط البلاد ضمن مقاطعة لاريسا التي تتبع إدارياً لإقليم ثيساليا الإداري.

## الموفع والسكان
تقع البلدة على ارتفاع 80 متر عن مستوى سطح البحر ضمن السهل الثيسالي ويمر عبرها نهر تيتاريسيوس أحد روافد نهر بينيوس، إلى الغرب والشمال من البلدة تبدأ منحدرات جبل ميلونا والذي تصل ارتفاع قمته إلى (902) م. عن مستوى سطح البحر.
تبعد البلدة مسافة 16 كيلومتر إلى الشمال الغربي من لاريسا عاصمة ثيساليا والمقاطعة وترتبط بها عبر الطريق E-65.
يبلغ عدد سكان البلدة وحدها حوالي (12) ألف نسمة، بينما يصبح عدد سكانها بالإضافة إلى كل الأقسام البلدية التابعة لها حوالي (17.5) ألف نسمة. وبالتالي تكون تيرنافوس ثاني أكبر بلدة في مقاطعة لاريسا، بعد لاريسا نفسها.

## التسمية
يوجد ثلاثة فرضيات حول اسم البلدة:
1. الأولى ترجعها إلى اللغات السلافية وهي مشتقة من كلمة بمعنى (المكان حاد الزوايا).
2. والثانية ترجعها إلى الـلغة التركية من كلمة تورنس وتعني نوع من الأسماك النهرية الموجود بوفرة في نهر تيتاريسيوس.
3. أما الفرضية الثالثة فتعتمد على مخطوطة تعود للـقرن العاشر كتبها راهب عن حياة القديس نقولا من فونيني، والتي ذكر فيها وجود جبل باسم ترنافون (Ternavon)، والذي يُعتقد أنه جبل ميلونا الحالي والتي تقع البلدة بالقرب منه.

## التاريخ
وجدت في المنطقة آثار عديدة تعود للعصور البشرية المختلفة، من العصر الحجري وإلى عصر البرونز وعصر النحاس، حيث ساهم وجود النهر ووفرة المياه والينابيع إلى جذب النشاط البشري منذ العصور السحيقة.
ولكن لم تقم في مكان البلدة الحالية أية مستوطنة تعود للفترة الكلاسيكية. كانت هذه الأرض تابعة لمدينة فالانا (Falanna)، الهلنستية، والتي تقع حالياً على تلة كاستري (Kastri)، على بعد (3) كياومترات إلى الجنوب الشرقي من البلدة.
ظهرت تيرنافوس الحالية في الـقرن التاسع خلال الفترة الـبيزنطية كمستوطنة زراعية. ولكنها اختفت في الـقرن الرابع عشر، بسبب غارات الصرب، والألبان وغيرهم.

## في العهد العثماني
في عام 1423 م فتح "أمير الحدود"القائد العسكري الـعثماني طرخان بك (((بالتركية: Turahan Bey)‏ فتح ثيساليا وأخذ بلدة تيرنافوس المحطمة ضمن مناطق حكمه كهدية له من السلطان العثماني.
اتخذ طرخان بك العديد من الإجراءات لاستعادة النظام والازدهار في مقاطعته أبرزها تأسيس (أو إعادة تأسيس) مدينة تيرنافوس حيث استقرت شعوب جديدة فيها وأحيت الاقتصاد. أحضر طرخان بك 5000 مستوطن تركي استقروا في سلسلة من اثني عشر قرية عبر المقاطعة لتعزيز السيطرة العسكرية العثمانية.
كانت تيرنافوس من قبل العثمانيين مستوطنة رعوية صغيرة، فعمل طرخان بك على جذب وحماية السكان الأرثوذكس اليونانيين المحليين المضطهدين من البيزنطيين الكاثوليك، ومنح المدينة امتيازات خاصة مثل الوضع الإداري الخاص مثل الوقف والإعفاءات الضريبية وحظر القوات العثمانية من المرور عبر المدينة.
كان طرخان بك أول من أسس ميليشيا يونانية للمناطق الجبلية الفوضوية في وسط اليونان، ووضع الأساس للحكم العثماني في المنطقة لعدة قرون بعدها.
ازدهرت تيرنافوس خلال الفترة العثمانية وأصبحت مركزاً دينياً مهماً، إذ عاشت فيها جالية تركية مسلمة، وأغلبية يونانية أرثوذكسية، وكان لكل مجتمع فيها أماكن عبادته الخاصة، ووصلت البلدة إلى قمة ازدهارها الثقافي في الـقرن الثامن عشر حيث أصبح فيها مدارس ومتحف، وقد ترافق هذا بازدهار اقتصادي بسبب تجارة القطن والحرير وصناعة النسيج، وكانت مقراً لبعض قناصل الدول الأوربية.
تراجعت البلدة خلال الـقرن التاسع عشر بسبب وباء الكوليرا الذي ضربها عام 1813 م. ثم بسبب أحداث حرب استقلال اليونان، عندما تم إحراقها عام 1822 م.
في عام 1881 أصبحت البلدة جزءاً من اليونان الحديثة، وتلت ذلك فترة من عدم الاستقرار بسبب التوترات، إذ دخلها الأتراك مجدداً عام 1897 ثم استعادتها اليونان عام 1912 وتم تبادل الأتراك عام 1922 م مع اليونانيين الموجودين بأراضي تركيا بموجب معاهدة بين البلدين بعد الحرب اليونانية التركية في نفس العام.

## متفرقات
- فقدت البلدة معظم أبنيتها التاريخية التي تعود للفترة العثمانية بسبب الحروب التي جرت في الـقرن التاسع عشر ويوجد فيها حالياً المتحف الأوروبي للنشاط الزلزالي القديم، والذي يوثق لكل الزلازل التي حدثت في كل العالم منذ (30) ألف سنة وإلى الآن.
- تعتبر البلدة مركزاً رئيسياً لزراعة الـكروم وبالتالي لإنتاج النبيذ، وأيضاً الأوزو التسيبورو (وهي مشروبات كحولية ثقيلة) في ثيساليا.
- يحدث كل عام في البلدة مهرجان تقليدي يدعى مهرجان بوراني (Bourani).
- أهم نادي رياضي في المدينة هو إيه إي تيرنافوس.

## وصلات خارجية
- موقع المدينة الرسمي